# آلیسیا پارکز
آلیشیا میشل پارکز (زاده 31 دسامبر 2000) یک تنیس باز حرفه ای اهل ایالات متحده آمریکا است. او دارای رتبه 40 رنکینگ انفرادی WTA است که در 14 اوت 2023 به دست آورد و رتبه 27 WTA را در 11 سپتامبر 2023 به دست آورد.
او اولین حضور خود را در تور WTA در مسابقات 2021 MUSC Health Open در چارلستون انجام داد و توانست به عنوان یک نفر جایگزین انتخاب شود. او گریس مین را در دور اول شکست داد و سپس در دور دوم مقابل اونس جابور، نفر اول، شکست خورد.